# Oeyregave
Oeyregave är en kommun i departementet Landes i regionen Nouvelle-Aquitaine i sydvästra Frankrike. Kommunen ligger i kantonen Peyrehorade som tillhör arrondissementet Dax. År 2022 hade Oeyregave 304 invånare.

## Befolkningsutveckling
Antalet invånare i kommunen Oeyregave
Referens:INSEE